# Culture automobile américaine des années 1950

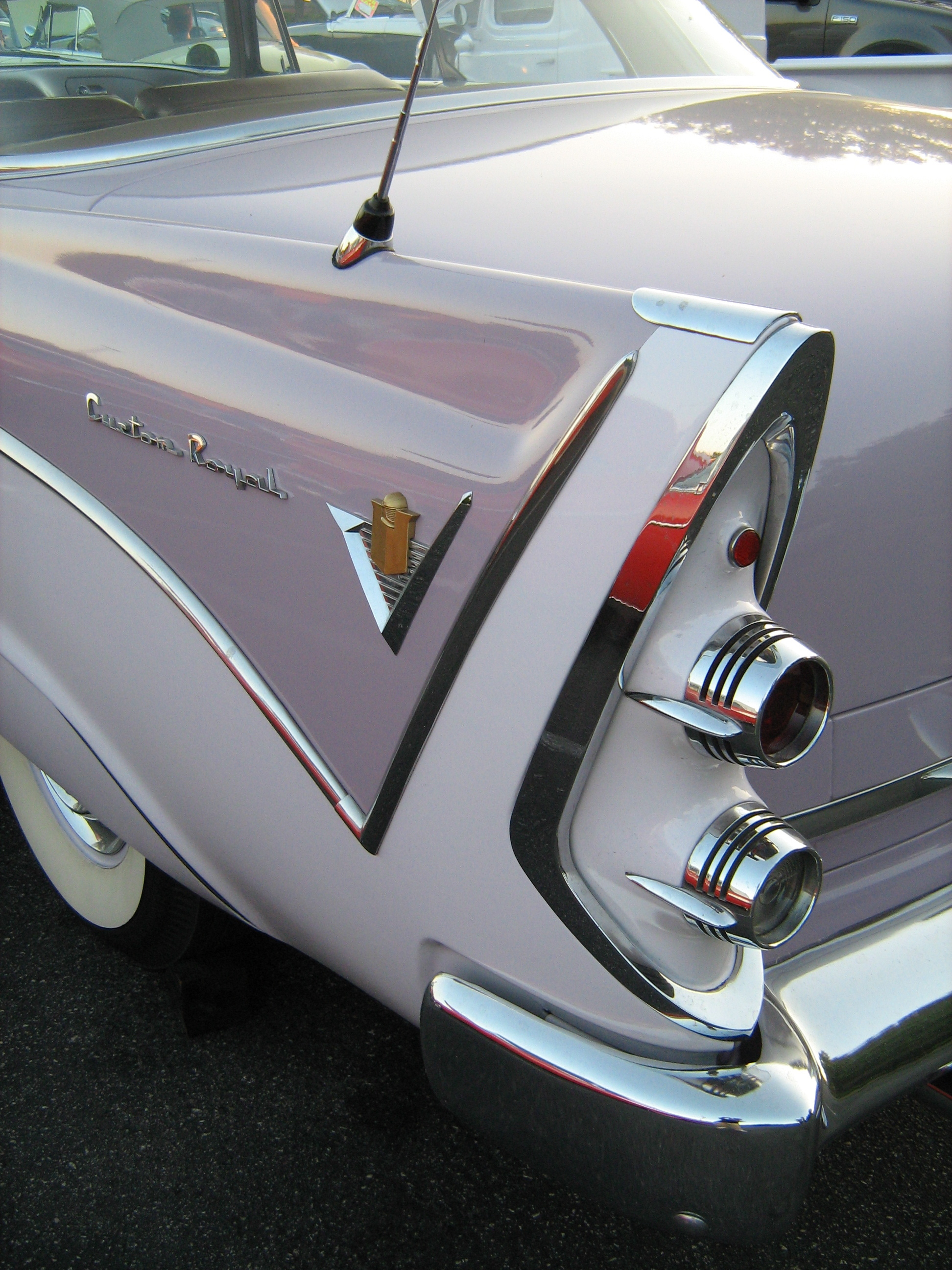
Utilisation intensive du chrome, devenue monnaie courante à la fin de la décennie.

La culture automobile américaine des années 1950 a eu une influence durable sur la culture des États-Unis, comme en témoigne la musique populaire et les grandes tendances des années 1950.  À la fin de la Seconde Guerre mondiale  l’industrie manufacturière américaine est passée de la fabrication d’articles de guerre à la fabrication de biens de consommation. À la fin des années 1950, un Américain sur six était employé directement ou indirectement dans l’industrie automobile.  Les États-Unis sont devenus le plus grand fabricant d’ automobiles au monde et l’objectif d'Henry Ford 30 ans plus tôt, à savoir que tout homme ayant un bon travail puisse se permettre une automobile, a été atteint. Une nouvelle génération d'entreprises de services axés sur les clients avec leurs automobiles pris naissance au cours de la décennie, y compris les commerces drive, les restaurants drive ou encore les Ciné-parcs (cinémas). 
La décennie a commencé avec 25 millions d'automobiles immatriculées sur les routes, dont la plupart étaient en mauvais état avant la Seconde Guerre mondiale. Aucune automobile ou pièce n'a été produite pendant la guerre en raison d'un rationnement et de restrictions. En 1950, la plupart des usines étaient passées de l'économie de guerre à une économie de consommation et plus de 8 millions de voitures avaient été produites cette année-là. En 1958, plus de 67 millions de voitures étaient immatriculées aux États-Unis, soit plus du double du nombre enregistré au début de la décennie. 
Dans le cadre des défenses nationales des États-Unis, afin de soutenir les transports militaires, le réseau routier national a été étendu aux autoroutes inter-États à partir de 1955, dans de nombreuses régions des États-Unis.  Les autoroutes à voies multiples plus larges permettaient au trafic de se déplacer plus rapidement, avec peu ou pas de feux de circulation en chemin.  Les grands espaces le long des autoroutes sont devenus la base de nombreux panneaux d'affichage de publicités. 
Les débuts de l'ère spatiale et de la course à l'espace se reflètent dans le style automobile américain contemporain. Les grands ailerons, conceptions fluides rappelant les fusées et les antennes radio imitant Spoutnik 1 étaient courantes, grâce aux efforts de pionniers du design tels que Harley Earl. 

## Réseau routier inter-états

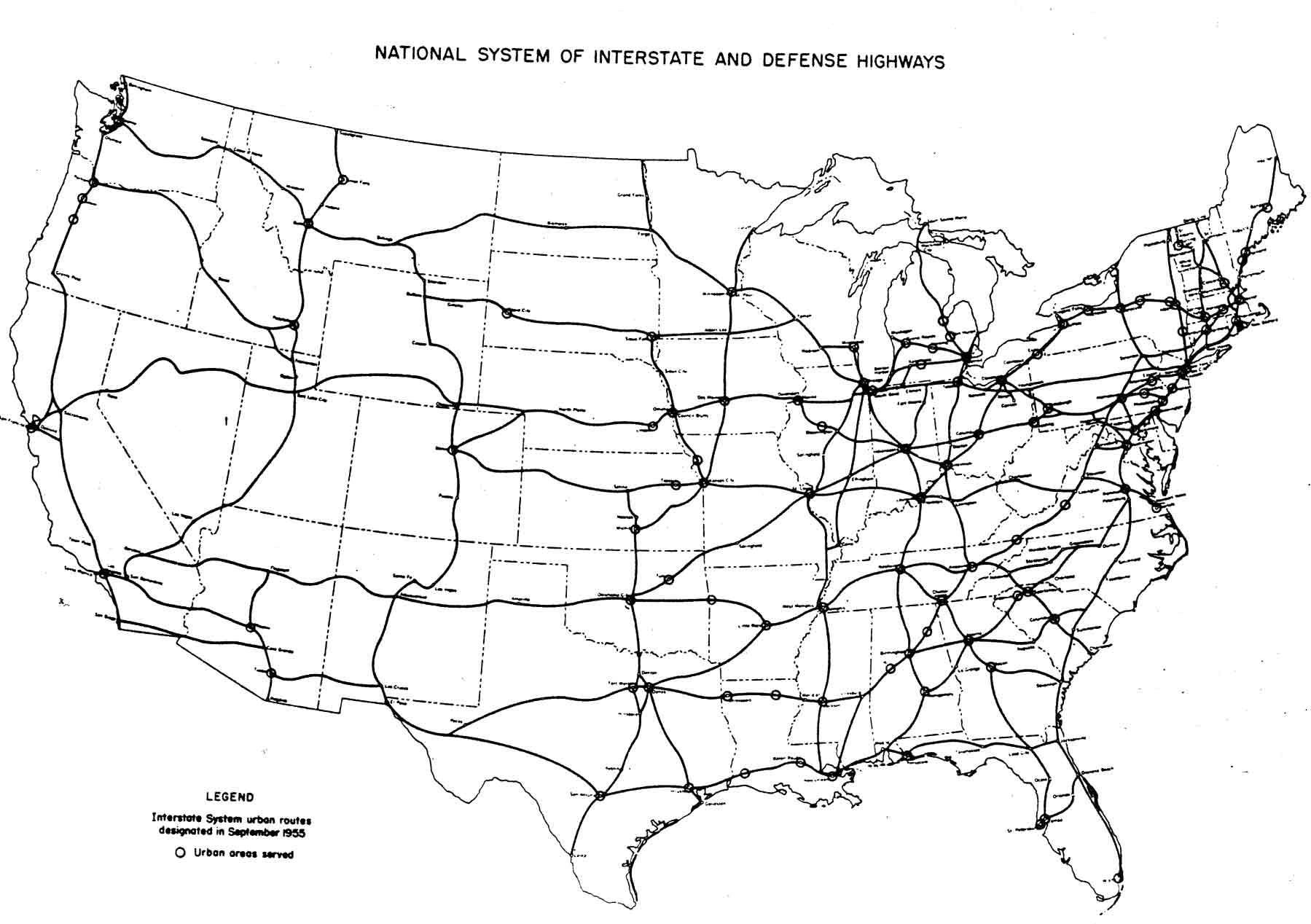
Le réseau routier inter-États proposé en 1955.

Le réseau national d'autoroutes inter-états et de défense Dwight D. Eisenhower (communément appelé système inter-états ou simplement inter-états) est un réseau d'autoroutes faisant partie du système routier national des États-Unis. En tant que commandant suprême des forces alliées en Europe pendant la Seconde Guerre mondiale, Eisenhower avait compris que le réseau autoroutier allemand constituait un élément essentiel d'un système de défense nationale, fournissant des itinéraires de transport pour le ravitaillement militaire et le déploiement de troupes. La construction a été autorisée par le Federal Aid Highway Act de 1956 et la partie initiale a été achevée 35 ans plus tard. Le système a contribué à façonner les États-Unis en une superpuissance économique mondiale et en un pays hautement industrialisé. 
L'Interstate a connu une croissance rapide, de même que l'industrie automobile, permettant une mobilité retrouvée qui a imprégné les modes de vie et de culture américains. L'automobile et l'Interstate sont devenues le symbole américain de l'individualité et de la liberté  et, pour la première fois, les acheteurs d'automobiles ont admis que l'automobile qu'ils conduisaient indiquait leur statut social et leur niveau de richesse. Elles étaient devenues une déclaration de leur personnalité. 

## Sur-urbanisation
Les investissements des États-Unis dans des infrastructures telles que les autoroutes et les ponts ont coïncidé avec la disponibilité croissante de voitures plus adaptées aux vitesses plus élevées rendues possibles par de meilleures routes, permettant aux habitants de vivre au-delà des frontières des grandes villes et de travailler plus loin. 

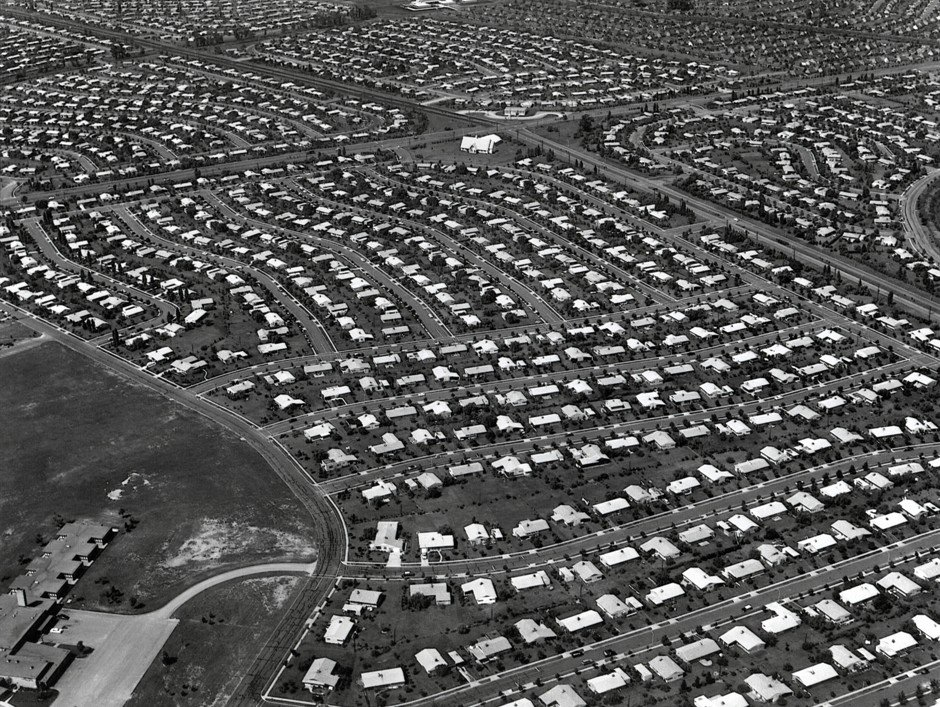
Levittown, 1959

Après la Seconde Guerre mondiale, les promoteurs immobiliers ont commencé à acheter des terres juste à l'extérieur des limites des grandes villes afin de construire de grandes quantités de maisons identiques peu coûteuses. L'un des premiers exemples de banlieue planifiée est Levittown, en Pennsylvanie, développé par William Levitt à partir de 1951 en tant que banlieue de Philadelphie. La promesse de leur propre maison unifamiliale sur leur propre terrain, ainsi que des prêts à faible taux d’intérêt accordés aux soldats rentrant au pays pour acheter des logements en vertu du GI Bill, a entraîné la demande de logements neufs à un niveau sans précédent.  En outre, 4 millions de bébés naissent chaque année dans les années 1950. À la fin de la période du baby-boom, en 1964, près de 77 millions de « baby-boomers » étaient nés, renforçant la nécessité de disposer de davantage de logements de banlieue et de voitures pour se rendre au travail ou faire du shopping. 
À la fin des années 1950, un tiers des Américains vivait en banlieue. Onze des douze plus grandes villes des États-Unis ont enregistré un déclin démographique au cours de la décennie, entraînant une perte de recettes fiscales et de culture urbaine. Seul Los Angeles, centre de la culture automobile, a gagné en population. L'économiste Richard Porter a déclaré que « l'automobile a rendu la banlieue possible, et la banlieue a rendu l'automobile indispensable ». 

### Déclin du centre-ville
Une grande partie de la population a rejoint la classe moyenne dans les années 1950, avec plus d'argent à dépenser et la disponibilité des biens de consommation s'est développée parallèlement à l'économie, y compris l'automobile. Les Américains passaient plus de temps dans leurs automobiles et les considéraient comme une extension de leur identité, ce qui contribuait à alimenter un boom des ventes d'automobiles. La plupart des entreprises liées directement ou indirectement à l'industrie automobile ont connu une croissance phénoménale au cours de la décennie. Les nouvelles conceptions et les innovations ont séduit une génération à l'écoute de la mode et du glamour  tandis que la liberté et le mode de vie retrouvés dans les banlieues ont eu plusieurs conséquences imprévues pour les centres-villes. Les années 1950 ont vu le début du vol blanc et de l'étalement urbain , poussés par une augmentation du nombre de propriétaires d'automobiles. De nombreuses lois locales et nationales sur les transports encourageaient la banlieue, ce qui a fini par nuire économiquement aux villes. 

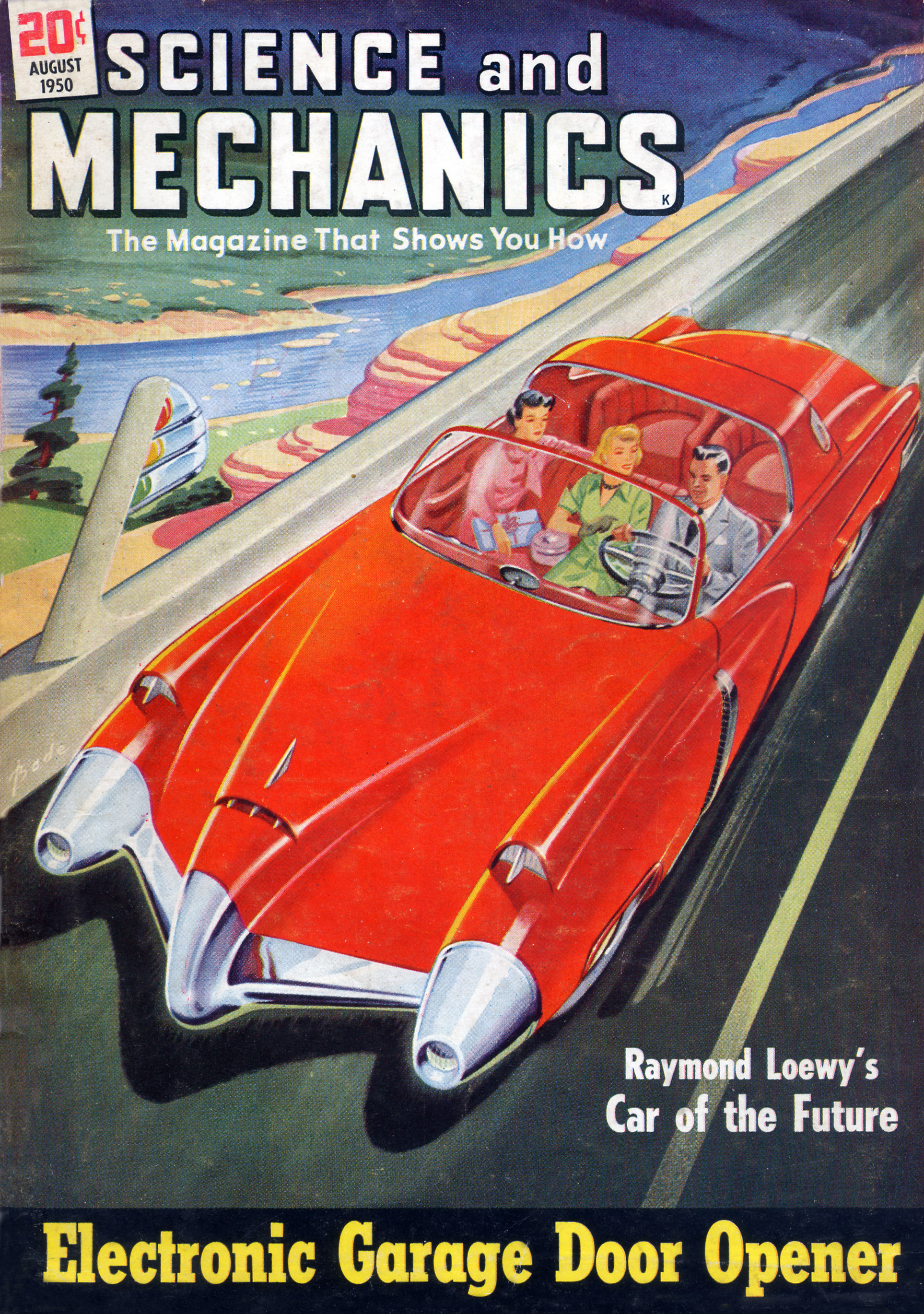
Les magazines liés à l'automobile sont devenus courants dans les années 1950.

Alors que de plus en plus de gens de la classe moyenne et des nantis ont fui la ville pour se rendre dans les espaces relativement calmes et dégagés des banlieues, les centres urbains se sont détériorés et ont perdu leur population. Dans le même temps que les recettes fiscales des villes étaient réduites en raison de la fuite de personnes à revenu élevé, plus d'Américains conduisaient des voitures et moins utilisaient les transports en commun. Parallèlement, le nombre de routes terrestres a explosé pour desservir le nombre toujours croissant de voitures appartenant à des particuliers, alourdissant davantage les ressources des villes et des campagnes.  Pendant ce temps, la perception d'utiliser les transports en commun est devenue plus négative.  Dans ce qui est sans doute l'exemple le plus extrême, Detroit, cinquième ville des États-Unis en 1950 avec 1 849 568 habitants  était passée à 706 585 en 2010 r, soit une réduction de 62 %. 
Dans certains cas, l’industrie automobile et d’autres ont été directement responsables du déclin des transports en commun. À la suite du scandale des grands tramways américains , GM, Firestone Tire , Standard Oil of California , Phillips Petroleum , Mack Trucks et d’autres sociétés achètent un certain nombre de tramways et de trains électriques dans les années 1930 et 1940, de sorte que 90 % des tramways de ville avaient été démantelés en 1950.  Il a été avancé qu'il s'agissait d'une destruction délibérée de tramways dans le cadre d'une stratégie plus vaste visant à pousser les États-Unis à la dépendance de l'automobile. L’histoire a été explorée à plusieurs reprises dans les médias écrits, cinématographiques et autres, par exemple dans Qui veut la peau de Roger Rabbit.

## Droits de la femme
Les syndicats de l'automobile ont joué un rôle de premier plan dans la promotion de la cause des droits des femmes. En 1955, le Syndicat des travailleurs de l'automobile (UAW) a organisé son département des femmes afin de renforcer le rôle des femmes dans le syndicat et d'encourager leur participation aux instances élues du syndicat. Les femmes de l'industrie automobile étaient considérées comme des leaders du mouvement pour les droits des femmes. 

## Sports automobiles

### Hot Rod
La popularité croissante des voitures « hot rod » est en partie reflétée par la création de magazines spécialisés dans cette culture. Hot Rod est le plus ancien magazine du genre, et fondé par Robert E. Petersen en 1948, avec une publication originale par sa maison d'édition Petersen. 
L'abondance relative et la nature peu coûteuse de la Ford T et d'autres voitures des années 1920 aux années 1940 ont contribué à alimenter la culture du hot rod qui s'est développée, axée sur l'obtention de la vitesse la plus élevée possible de ces voitures plus anciennes. L'origine du terme « hot rod » n'est pas claire, mais la culture s'est développée dans la culture d'après-guerre des années 1950.
La couverture de novembre 1950 du magazine Hot Rod annonçait le premier hot rod à dépasser les 200 mph. La voiture fabriquée à la main utilisait un V8 à tête plate Mercury construit par Edelbrock et battait le record aux Salt Flats de Bonneville. Cette région est surnommée « Holy Grail of American Hot Rodding » et est souvent utilisée pour les courses de vitesse au sol, une tradition qui s'est rapidement développée dans les années 1950 et qui se poursuit aujourd'hui. 
Le hot rodding était plus que de la puissance brute. Au début de la décennie, les rayures à la main étaient presque inconnues, mais en 1958, elles étaient devenues une méthode populaire pour personnaliser l'apparence du hot rod. Comme la décennie avançait, l'hot rodding est devenu un passe-temps populaire pour un nombre croissant d'adolescents. 

### Drag racing
Les courses de dragsters existent depuis les premières voitures, mais ce n’est pas avant les années 1950 qu’elles ont commencé à se généraliser, à commencer par Santa Ana Drags, la première piste de dragsters aux États-Unis. 
Le rédacteur en chef de Hot Rod , Wally Parks, a créé la National Hot Rod Association en 1951, qui reste le principal organisme dirigeant de ce sport,. L' un des carburants de course les plus puissants jamais développés est nitrométhane, qui a débuté de façon spectaculaire comme carburant de course en 1950, et continue comme composant principal du carburant utilisé dans les courses de dragsters aujourd'hui. 

### NASCAR

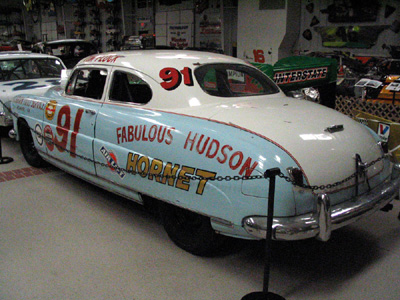
Gagnant de la NASCAR "The Fabulous Hudson Hornet"

La NASCAR (National Association for Stock Car Auto Racing) est le deuxième sport en termes de spectateurs aux États-Unis derrière la National Football League (NFL). Elle a été constituée le 21 février 1948 par Bill France Sr. et a pris racine dans les années 1950. Deux ans plus tard, en 1950, la première « superspeedway » en asphalte, Darlington Speedway, a été ouverte en Caroline du Sud. Ce sport a connu une croissance spectaculaire au cours des années 1950. En raison du succès retentissant de Darlington, la construction d’une superspeedway de 2,5 km près de Daytona Beach, toujours en cours d’utilisation, a commencé. 
La Cup series a été lancée en 1949, Jim Roper remportant la première série. En 2008, la course la plus prestigieuse de la série, la Daytona 500 avait attiré plus de 17 millions de téléspectateurs. 
NASCAR, et la course de stock-cars en général, tire ses racines du bootlegging durant la Prohibition. Junior Johnson était l’un des nombreux bootleggers qui ont pris part à ce sport dans les années 1950, avant de se retirer en tant que pilote en 1966. 

## Nouveaux modèles économiques

### Développement du drive

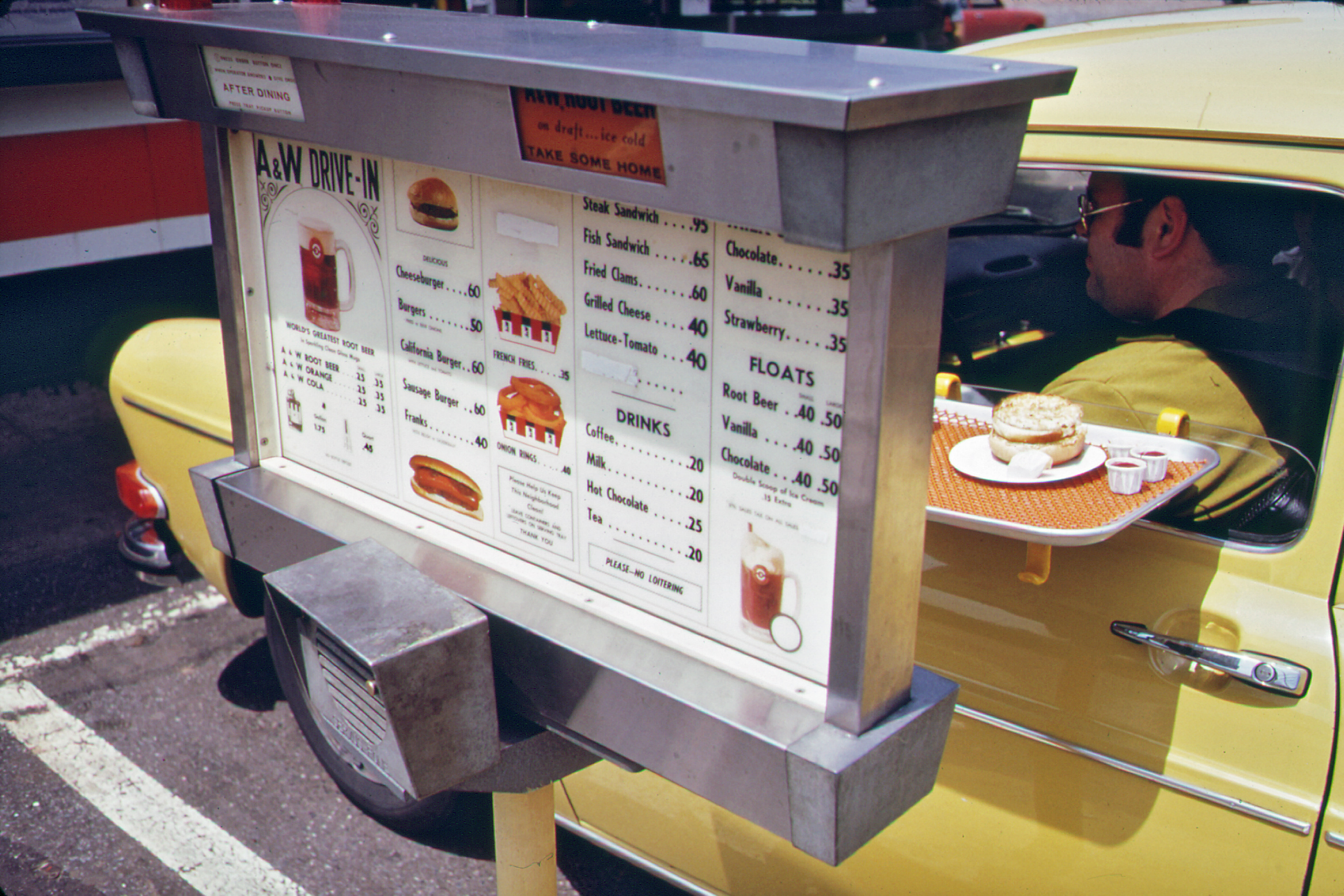
Les drive-in prennent les commandes via un système d'interphone, un guichet acceptant le paiement et livrant la commande sur un plateau fixé à la fenêtre du véhicule.

Alors que de plus en plus d'Américains ont commencé à conduire des voitures, de nouvelles catégories d'entreprises ont été créées pour leur permettre de profiter de leurs produits et services sans avoir à laisser leurs voitures. Cela inclut le restaurant drive-in, et plus tard la fenêtre drive-through. Même dans les années 2010, la chaîne de restaurants Sonic Drive-In a fourni principalement des services de drive-in dans 3 561 restaurants dans 43 États américains, desservant environ trois millions de clients par jour.
Un certain nombre d’autres entreprises prospères «drive-in» trouvent leurs origines dans les années 1950, notamment McDonald's (agrandie vers 1955), qui ne disposait pas de salle à manger, ce qui obligeait les clients à se garer et à marcher jusqu’à la fenêtre pour passer leur commande.  
D'autres chaînes ont été créées pour servir le client de plus en plus mobile. Carl Karcher a ouvert son premier Carl's Jr. en 1956 et a rapidement pris de l'expansion, localisant ses restaurants à proximité des nouvelles bretelles d'autoroute de Californie. Ces modèles de restaurants reposaient initialement sur la propriété nouvelle et omniprésente d’automobiles et sur la volonté des clients de dîner dans leurs automobiles.

### Ciné-parcs
Le cinéma en plein air est une forme de structure de cinéma composée d'un grand écran de cinéma en plein air, d'une cabine de projection, d'un kiosque de concession et d'un grand parking pour automobiles, où les clients regardent le film dans le confort de leur voiture et l'écoutent via un haut-parleur placé à chaque place de stationnement. 

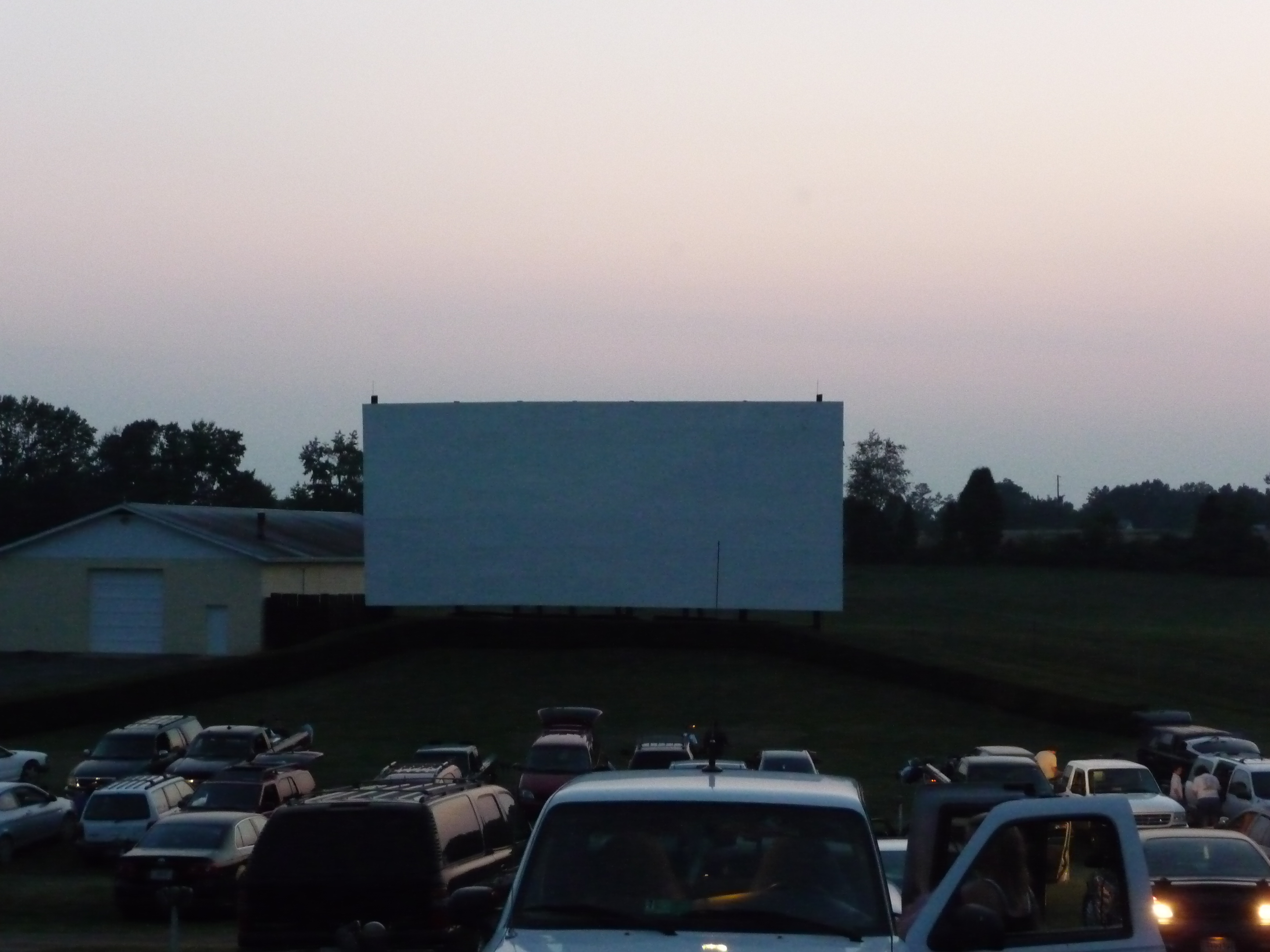
Ciné-parc juste avant le début du film.

Bien que les ciné-parc apparaissent pour la première fois en 1933, ce n'est que bien après l'après-guerre qu'ils sont devenus populaires et ont connu leur plus grand succès dans les années 1950, atteignant un sommet de plus de 4 000 ciné-parc aux États-Unis seulement. Les films comme American Graffiti et Grease ou encore la série télévisée Happy Days y ont été diffusés.  Ils ont développé une réputation pour montrer des films de série B. Alors que les ciné-parcs sont plus rares aujourd'hui avec seulement 366 restants et ne sont plus uniques à l'Amérique, ils sont toujours associés à la culture automobile américaine des années 1950. Ils ont connu un regain de popularité au XXIe siècle, en partie à cause de la nostalgie des baby boomers.
Robert Schuller a ouvert la première église accessible en voiture en 1955 à Garden Grove, en Californie. Les fidèles écoutaient son sermon dans le confort de leur voiture, en utilisant les haut-parleurs de la salle de cinéma.

### Centres commerciaux

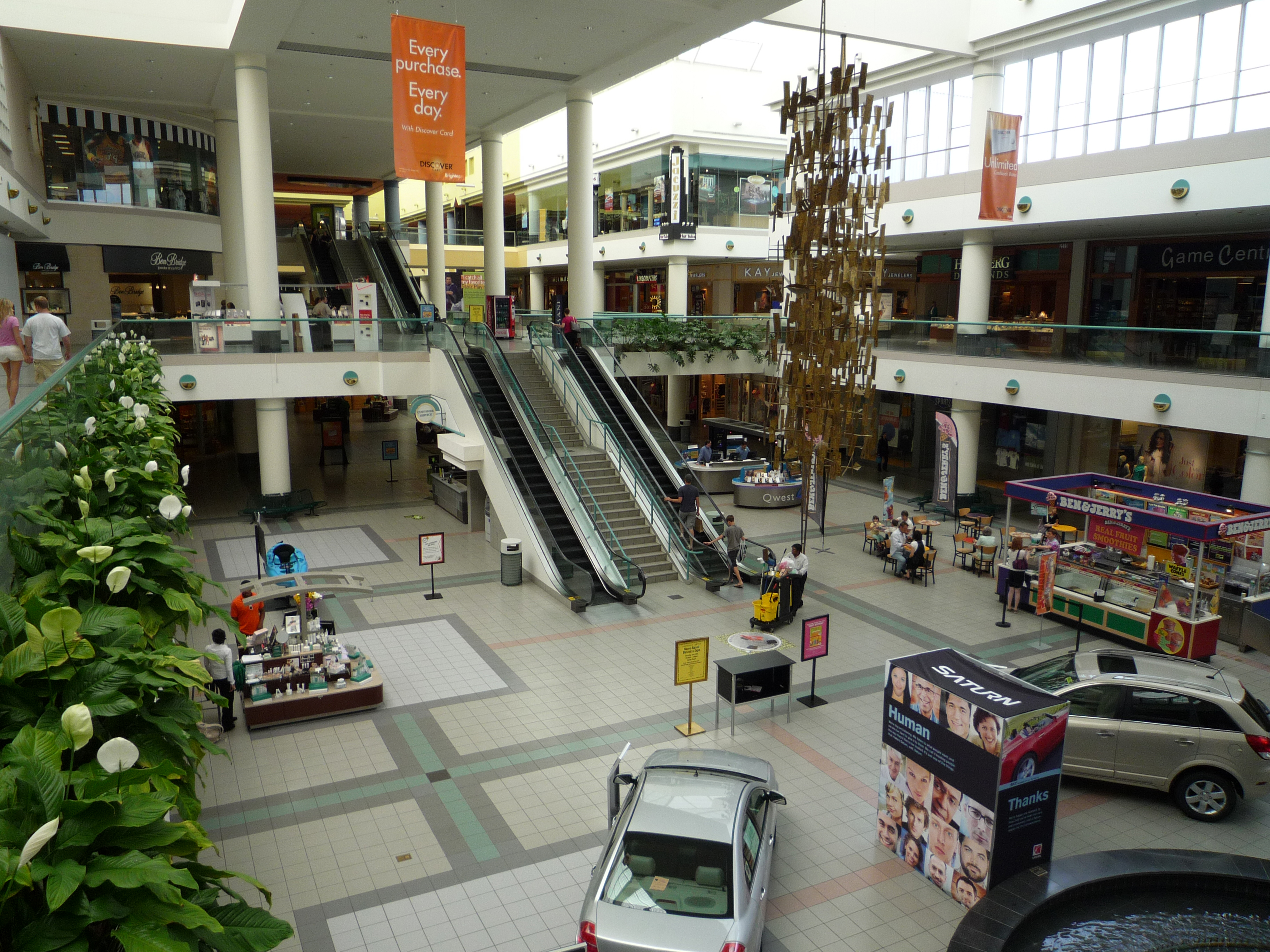
Southdale Center en 2009

Les premiers centres commerciaux modernes ont été construits dans les années 1950, comme Bergen Mall , qui a été le premier à utiliser le terme « centre commercial » pour décrire le modèle commercial. D'autres premiers centres commerciaux ont délaissé les centres-villes commerçants denses en magasins pour les placer dans des banlieues essentiellement résidentielles. Northgate, à Seattle, est considéré comme le premier concept de centre commercial moderne, avec deux rangées d’entreprises se faisant face et une passerelle les séparant. Il a ouvert ses portes en 1950. Shopper's World à Framingham, dans le Massachusetts , était un centre commercial de deux étages ouvert un an plus tard. La conception a été modifiée à nouveau en 1954 lorsque le Northland Center de Detroit, dans le Michigan, a utilisé une conception centralisée avec un magasin d'ancrage au milieu du centre commercial, entouré d'autres magasins. Ce fut le premier centre commercial à avoir le parking entourant complètement le centre commercial et à fournir le chauffage central et la climatisation. 
En 1956, le Southdale Center a ouvert ses portes à Edina, dans le Minnesota , aux abords de Minneapolis. Ce fut le premier à combiner tous ces éléments modernes, avec un design à deux étages, le chauffage central, la climatisation et un espace commun confortable. Il présentait également deux grands magasins en guise d'ancrage. La plupart des professionnels de l'industrie considèrent le Southdale Center comme le premier centre commercial régional moderne. r
Cette formule (espace clos avec des magasins attachés, loin du centre-ville et accessible uniquement par automobile) est devenue un moyen populaire de développer la vente au détail à travers le monde. Victor Gruen, l'un des pionniers de la conception de centres commerciaux  eu horreur de cet effet de sa nouvelle conception; il a décrié la création d'énormes "mers de stationnement qui gaspillent la terre" et l’aggravation de l'étalement urbain. 

### Après-vente
Le saut dans les années 1950 a lancé une industrie d’ajouts de pièces de rechange pour voitures qui se poursuit aujourd’hui. La plus ancienne société de roues de secours, American Racing, a débuté en 1956 et construit encore des jantes en alliage pour presque toutes les voitures construites. Holley a présenté le premier carburateur modulaire à quatre corps proposé par Ford dans la Ford Thunderbird de 1957 et ses versions sont toujours utilisées par les amateurs de performances. Edelbrock a commencé pendant la Grande Dépression et s'est développé après la guerre. Ils ont fourni une variété de pièces hautes performances pour les nouveaux hot rod et des équipements populaires pour établir des records de vitesse aux Salt Flats de Bonneville. 

### Distribution
La plupart des voitures neuves étaient vendues chez des concessionnaires d’automobiles dans les années 1950, mais les automobiles Crosley étaient toujours en vente dans un certain nombre de magasins d’appareils électroménagers ou de grands magasins,. Au milieu de la décennie, ces points de vente avaient disparu et le concessionnaire automobile était devenu l'unique source de voitures neuves. 
À partir du milieu des années 1950, l’introduction de nouvelles voitures à l’automne est redevenue un événement attendu, car tous les concessionnaires dévoilaient les modèles pour la prochaine année en octobre. À l’époque antérieure à la vulgarisation de l’informatisation, le revendeur était la principale source d’information sur les nouveaux modèles. Cette idée avait été suggérée dans les années 1930 par le président Franklin D. Roosevelt pendant la Grande Dépression, afin de stimuler l’économie en créant une demande. L'idée a été réintroduite par le président Dwight Eisenhower pour les mêmes raisons, et cette méthode d'introduction des modèles de l'année prochaine à l'automne précédent a duré jusque dans les années 1990. 
Au cours de la décennie, de nombreux petits fabricants n'ont pas pu rivaliser avec les Big Three et ont soit cessé leurs activités, soit fusionné. En 1954, American Motors a été créée lors de la fusion de Hudson et de Nash-Kelvinator Corporation, pour un montant de près de 200 millions de dollars, la plus grande fusion de sociétés de l'histoire des États-Unis à l'époque. 

## Chansons célébrant l'automobile
L'automobile devenant de plus en plus une extension de l'individu, il était naturel que cela se reflète dans la culture populaire.  L'histoire d'amour entre l'Amérique et l'automobile était particulièrement évidente dans la musique de l'époque. 
- Rocket 88 a été enregistré pour la première fois en 1951 et était à l'origine attribué à Jackie Brenston et à ses Delta Cats, bien qu'il ait été découvert par la suite comme étant l'œuvre de Kings of Rhythm d'Ike Turner. Elle est souvent considérée comme la première chanson de rock and roll jamais produite [33] et a été reprise par d'autres artistes.
- Hot Rod Lincoln a été enregistré pour la première fois en 1955 par Charlie Ryan[34], et a depuis été enregistré par Roger Miller et d'autres[35]. Le comédien Jim Varney a produit une version avec Ricky Skaggs pour le film The Beverly Hillbillies[36]. La chanson est toujours une chanson populaire pour des artistes tels que Asleep at the Wheel [37] et Junior Brown.
- Maybellene, publié par Chuck Berry en 1955, est un rocker épaté qui décrit une course féroce entre un amant blotti et sa petite amie infidèle. C'était un hit n° 5 et a été décrit par Rolling Stone comme le point de départ de la guitare rock and roll.
- Wake Up Little Susie, enregistré par The Everly Brothers , a atteint la première place du classement Billboard Pop, bien qu'il ait été banni des stations de radio de Boston pour les paroles sur le thème "notre réputation est morte".
- Teen Angel a été publié en 1959 et a rencontré une résistance de la part des stations de radio en raison de son message sombre concernant une jeune fille décédée dans un accident de voiture / train.

D'autres chansons enregistrées au cours de la décennie reflètent également la place de l'automobile dans la culture américaine, comme Brand New Cadillac, Thunderbird de Sonny Burgess et Cadillac de Bo Diddley. Une Oldsmobile de 1955 a été célébrée dans le nostalgique Ol 55 de Tom Waits (1973), ainsi qu'une Chevrolet 150 dans le titre Chevrolet de ZZ Top.